# Liste der Wasserfälle in Russland
| Name                                             | Fluss                 | Beschreibung                                    | Region                                        | Höhe      | Bild  |
| ------------------------------------------------ | --------------------- | ----------------------------------------------- | --------------------------------------------- | --------- | ----- |
| Ajukski-Wasserfall                               | Burlatschenkowa schel |                                                 | Goratschi Kljutsch, Region Krasnodar          | 9 m       |       |
| Besymjanny-Wasserfall                            | Besymjanka            | 3-stufige Kaskade                               | Bezirk Adler, Region Krasnodar                | 75 m      |       |
| Chanagski-Wasserfall                             | Chanagtschai          | Kaskade                                         | Bezirk Tabasaranski, Dagestan                 | ca. 30 m  |       |
| Dewitschja kosa                                  | Rufabgo               | 1 Stufe                                         | Bezirk Maikopski, Adygeja                     | 15 m      |       |
| Dschuguturlutschatski Wasserfall                 | kein                  |                                                 | Dombai, Karatschai-Tscherkessien              | 20 m      |       |
| Goldoridon                                       | Goldoridon            | 5-stufige Kaskade                               | Bezirk Irafski, Nordossetien-Alanien          | 35 m      |       |
| Großer Schaltan                                  | Großer Schaltan       | Kaskade                                         | Bezirk Turotschakski, Republik Altai          | 20 m      |       |
| Großer Amginski-Wasserfall                       | Srednjaja Amgu        |                                                 | Bezirk Ternejski, Region Primorje             | 33 m      |       |
| Großer-Imeretinski Wasserfall                    | Imeretinka            |                                                 | Kurdschinowo, Karatschai-Tscherkessien        | 60 m      |       |
| Großer Kureika-Wasserfall                        | Kureika               | Wasserreichster Wasserfall Russlands            | Putorana-Gebirge in der Region Krasnojarsk    | 17 m      |       |
| Ilja Muromez                                     | Namenloser Bach       |                                                 | Iturup, Oblast Sachalin                       | 141 m     | Photo |
| Jukanakoski                                      | Kulismajoki           | Kaskade                                         | Pitkjarantski-Bezirk in der Republik Karelien | 18 m      |       |
| Kinseljukski-Wasserfall                          | Kinseljuk-See         | Kaskade                                         | Bezirk Kuraginski, Region Krasnojarsk         | 328 m     |       |
| Kiwatsch                                         | Suna                  | Zwei Stufe                                      | Bezirk Kondoposchski in der Republik Karelien | 11 m      |       |
| Krasnye kamni                                    |                       | Zwei Stufe                                      | Talnach, Region Krasnojarsk                   |           |       |
| Korbu                                            | Große Korbu           |                                                 | Bezirk Turotschakski, Republik Altai          | 12 m      |       |
| Neoschidanny                                     | Lewyi Gorbatow        |                                                 | Bezirk Schkotowski, Region Primorje           | 8 m       |       |
| Orechowski                                       | Besymenka             |                                                 | Sotschi                                       | 27 m      |       |
| Polikarja                                        | kein                  |                                                 | Sotschi                                       | ca. 70 m  |       |
| Ptitschi                                         | Ptitschja             | 1 Stufe, Breite ist 20 m                        | Kunaschir, Oblast Sachalin                    | 12 m      |       |
| Rassypnoi                                        | Katun                 |                                                 | Bezirk Ust-Koksinski, Republik Altai          | 30 m      |       |
| Schigalanski-Wasserfall                          | Schigalan             | 5-stufige Kaskade                               | Bezirk Krasnowischerski, Region Perm          | über 25 m |       |
| Sedoi                                            | Schinok               | 1 Stufe                                         | Bezirk Soloneschski, Region Altai             | 70 m      |       |
| Sejgalanski-Wasserfall (auch Großer-Sejgalanski) | Midagrabindon         | Einer der höchsten Wasserfälle von Russland     | Bezirk Prigorodny, Nordossetien-Alanien       | ca. 600 m |       |
| Talnikowy-Wasserfall                             | Namenloser Bach       | Ephemere Kaskade, höchster Wasserfall Russlands | 600–700 m                                     |           |       |
| Tobot (auch Chunsach-Wasserfall)                 | Tobot                 |                                                 | Bezirk Chunsachski, Dagestan                  | 70 m      |       |
| Urik-Wasserfall                                  | Urik                  |                                                 | Bezirk Okinski in der Republik Burjatien      | 8 m       |       |
| Utschan-Su-Wasserfall                            | Utschan-Su            | Kaskade                                         | Republik Krim                                 | 98 m      |       |